# Klara Höfels
Klara Höfels (ur. 5 kwietnia 1949 w Grevenbroich, zm. 15 maja 2022 w Berlinie) – niemiecka aktorka, reżyserka i producentka teatralna i dokumentalna. Zaczynała jako aktorka teatralna, grała główne role w Schauspiel Frankfurt, Residenztheater w Monachium i Staatstheater Stuttgart, ale stała się znana z ról w serialach telewizyjnych, takich jak SOKO i Hinter Gittern – Der Frauenknast. Wyprodukowała filmy dokumentalne, odpowiadała za reżyserię i zdjęcia.

## Biografia
Urodziła się 5 kwietnia 1949 w Grevenbroich. 1969–1972 Höfels studiowała aktorstwo w Folkwang-Hochschule w Essen. Była związana z aktorem Michaelem Greilingiem; ich urodzona w 1982 córka Alwara Höfels również została aktorką.
Klara Höfels zmarła w Berlinie 15 maja 2022 w wieku 73 lat po krótkiej chorobie.